# Hans Stadlmair
Hans Stadlmair (* 3. Mai 1929 in Neuhofen an der Krems in Österreich; † 13. Februar 2019 in München) war ein Dirigent und Komponist.

## Leben und Wirken
Hans Stadlmair begann seine musikalische Ausbildung in Wien und setzte sie anschließend in Stuttgart an der Musikhochschule fort, wo er ab dem Jahr 1952 bei Johann Nepomuk David studierte. Hier sammelte er seine ersten Erfahrungen in der Orchester- und Chorleitung und wurde ab 1956 Dirigent des Münchener Kammerorchesters, dessen künstlerische Leitung er bis 1995 innehatte. Mit diesem bekannten Ensemble war er auf unzähligen Konzertreisen in In- und Ausland, begleitete namhafte Solisten und leitete über 500 Aufnahmen mit dem Bayerischen Rundfunk.
Stadlmair widmete sich nicht nur der Pflege der klassischen und romantischen Musik, sondern bemühte sich auch sehr um die Aufführung zeitgenössischer Werke. Zu seinen bedeutendsten Einspielungen zählen die kompletten Sinfonien von Joseph Joachim Raff mit den Bamberger Symphonikern. Sein künstlerisches Schaffen erfuhr eine größtmögliche Würdigung durch die Verleihung zahlreicher Preise und Auszeichnungen.
Als Komponist erreichte der Dirigent einen hohen Bekanntheitsgrad, nachdem er, mit Ausnahme größerer Bühnenwerke, nahezu alle musikalischen Gattungen bediente. Seine Werke kommen in vielen Konzerten zu Aufführung. Die Werksammlung Stadlmairs befindet sich im Deutschen Komponistenarchiv in Hellerau – Europäisches Zentrum der Künste Dresden.

## Auszeichnungen
- 1990: Bundesverdienstkreuz am Bande[2]
- 1994: Musikpreis der Landeshauptstadt München